# Ткаченко, Виктор Максимович
Ви́ктор Макси́мович Ткаче́нко (1939, г. Асино, Томская область, РСФСР — 27 июля 2011, Барнаул, Российская Федерация) — советский и российский тренер по лыжным гонкам, заслуженный тренер СССР.

## Биография
Занимался лыжными гонками. Мастер спорта. Окончил Томский государственный педагогический институт. Работал тренером в Бийске.
С 1969 года на тренерской работе в Магадане. Был признан лучшим тренером Магаданской области XX века. Работал со сборными СССР и России. Среди его воспитанников — многократная олимпийская чемпионка Елена Вяльбе. Последние годы работал в «Центре олимпийской подготовки» Московской области. Одновременно в Барнауле тренировал алтайскую экспериментальную группу «Сочи-2014».
Умер в 2011 году. Похоронен на Новолужинском кладбище в Химках.

## Награды и звания
Награждён орденом Почета (1999).
Заслуженный тренер СССР (1987). Заслуженный тренер РСФСР.